# Villeurbanne

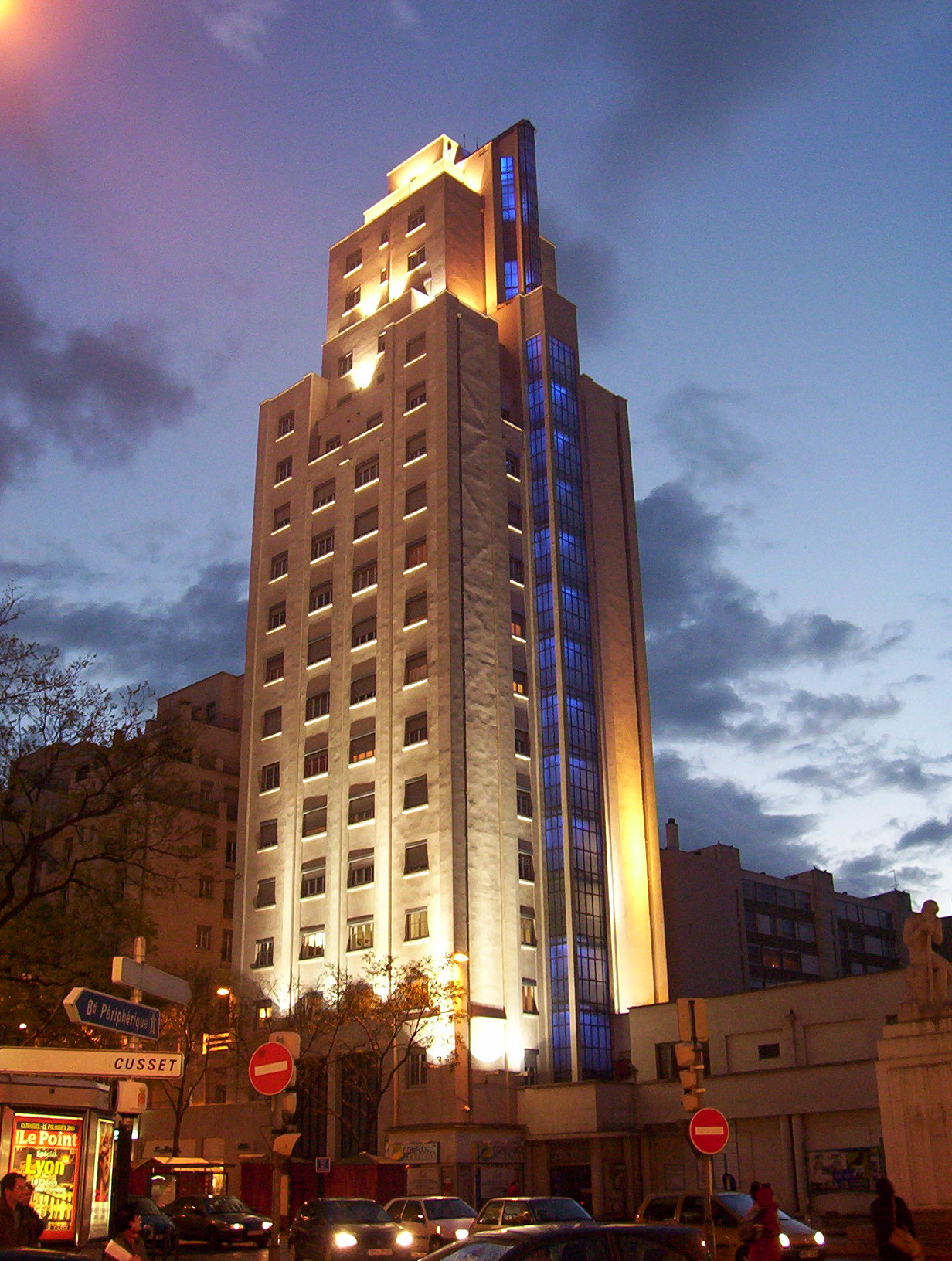
Gratte-Ciel (1934) in Villeurbanne

Villeurbanne là một xã trong tỉnh Rhône thuộc vùng Auvergne-Rhône-Alpes phía đông nước Pháp. Xã này nằm ở khu vực có độ cao trung bình 181 mét trên mực nước biển.
Thị trấn nằm ở đông nam Lyon.

## Kết nghĩa
| Abanilla, Tây Ban Nha Mahilyow, Belarus | Apovian, Armenia Khabarovsk, Nga | Bat Yam, Israel |

## Cư dân nổi bật
- Laure Manaudou, vận động viên bơi lội.
- Henri Cochet, tuyển thủ tennis.
- Mourad Benhamida, cầu thủ bóng đá.